# 況鍾
況鍾（きょう しょう、洪武16年（1383年）- 正統7年12月30日（1443年1月30日））は、明代の官僚。字は伯律、号は龍崗、如愚。本貫は南昌府靖安県。

## 生涯
礼部尚書の呂震に事務仕事の才能を認められて、その推薦を受け、礼部儀制司主事に任じられた。ほどなく礼部郎中に進んだ。
宣徳5年（1430年）、況鍾は吏部尚書の蹇義や礼部尚書の胡濙らの推薦により、蘇州知府に抜擢された。難治の地といわれた蘇州で、汚職官吏を粛正し、税賦や徭役を軽減した。学校を重んじて、文人や儒者を礼遇し、鄒亮を推挙した。
況鍾の母が死去すると、況鍾は辞職して喪に服そうとしたが、蘇州の民衆が宮殿を訪れて況鍾の留任を願い出た。勅命により況鍾は蘇州知府に復帰した。正統6年（1441年）、任期を満了すると、蘇州の民2万人あまりが巡按御史の張文昌に訴えて、況鍾の再任を願い出た。英宗の命により況鍾は正三品に俸給を進められ、そのまま蘇州府の事務をみることになった。
正統7年12月丙辰（1443年1月30日）、在官のまま死去した。